# Yingzong
O Imperador Yingzong (16 de fevereiro de 1032 – 25 de janeiro de 1067) foi o quinto imperador da dinastia Song da China. Seu nome era Zhao Zongshi posteriormente mudado para Zhao Shu. Reinou entre 1063 e 1067.

## Primeira vida
Em 1055, o predecessor do Imperador Yingzong, o Imperador Renzong, ficou gravemente doente e começou a preocupar-se com a falta de um sucessor, pois os seus filhos morreram prematuramente. Agindo de acordo com o conselho dos seus ministros, o Imperador Renzong concordou em acolher dois dos seus parentes masculinos mais jovens no seu palácio. Um deles foi o futuro Imperador Yingzong, que foi eventualmente escolhido e designado como o Príncipe Herdeiro.

Yingzong